# Venzke-Gletscher
Der Venzke-Gletscher ist ein breiter Gletscher an der Hobbs-Küste des westantarktischen Marie-Byrd-Lands. Er fließt nordwärts zwischen dem Bowyer Butte und der Perry Range in das Getz-Schelfeis.
Wissenschaftler der United States Antarctic Service Expedition (1939–1941) entdeckten und fotografierten den Gletscher bei einem Überflug im Dezember 1940. Der United States Geological Survey kartierte ihn anhand eigener Vermessungen und Luftaufnahmen der United States Navy zwischen 1959 und 1965. Das Advisory Committee on Antarctic Names benannte ihn 1974 nach Norman Charles Venzke (1927–2013) von der United States Coast Guard, kommandierender Offizier auf der USCGC Northwind in antarktischen Gewässern zwischen 1972 und 1973 und Schiffsoffizier auf Eisbrechern bei mehreren anderen Operation-Deep-Freeze-Kampagnen.